# Éric Gilson
Éric Gilson est un biologiste français spécialiste de la Biologie du Vieillissement. Il dirige l'Institut de recherche sur le cancer et le vieillissement (Ircan), qu'il fonde à Nice en 2012. Ses recherches portent sur les télomères. En 2019, il reçoit le Grand Prix de l'Inserm,. En 2018 , il reçoit également le Prix Charles-Léopold-Mayer de l'académie des sciences.